# Episparis devallia
Episparis devallia là một loài bướm đêm trong họ Erebidae.